# West Indies Cricket Team in Simbabwe in der Saison 2003/04
Die Tour des West Indies Cricket Teams nach Simbabwe in der Saison 2003/04 fand vom 4. bis zum 30. November 2003 statt. Die internationale Cricket-Tour war Bestandteil der Internationalen Cricket-Saison 2003/04 und umfasste zwei Tests und fünf ODIs. Die West Indies gewannen die Test-Serie 1–0 und die ODI-Serie 3–2.

## Vorgeschichte
Simbabwe spielte zuvor eine Tour in Australien, für die West Indies war es die erste Tour der Saison.
Das letzte Aufeinandertreffen der beiden Mannschaften bei einer Tour fand in der Saison 2001 in Simbabwe statt.

## Stadien
Die folgenden Stadien wurden für die Tour als Austragungsort vorgesehen.
| Stadion            | Stadt    | Kapazität | Spiele               |
| ------------------ | -------- | --------- | -------------------- |
| Queens Sports Club | Bulawayo | 9.000     | 2. Test; 1. & 2. ODI |
| Harare Sports Club | Harare   | 10.000    | 1. Test; 3. – 5. ODI |

## Kaderlisten
Die West Indies benannten ihren Kader am 19. Oktober 2003.
| Test | Test | ODI | ODI |
| Simbabwe | West Indies | Simbabwe | West Indies |
| --- | --- | --- | --- |
| - Heath Streak (K) - Andy Blignaut - Stuart Carlisle - Trevor Gripper - Blessing Mahwire - Stuart Matsikenyeri - Ray Price - Vusimuzi Sibanda - Tatenda Taibu (wk) - Mark Vermeulen - Craig Wishart | - Brian Lara (K) - Omari Banks - Shivnarine Chanderpaul - Corey Collymore - Mervyn Dillon - Vasbert Drakes - Fidel Edwards - Daren Ganga - Chris Gayle - Wavell Hinds - Ridley Jacobs (wk) - Ramnaresh Sarwan - Jerome Taylor | - Heath Streak (K) - Andy Blignaut - Gary Brent - Sean Ervine - Trevor Gripper - Alester Maregwede - Stuart Matsikenyeri - Ray Price - Barney Rogers - Vusimuzi Sibanda - Tatenda Taibu (wk) - Mark Vermeulen - Craig Wishart | - Brian Lara (K) - Carlton Baugh - Shivnarine Chanderpaul - Corey Collymore - Mervyn Dillon - Vasbert Drakes - Chris Gayle - Wavell Hinds - Ricardo Powell - Ravi Rampaul - Marlon Samuels - Ramnaresh Sarwan |

## Tour Matches
| 4. – 8. November Scorecard | Harare | West Indians 404-5d (90) & 343-6d (60) | – | Zimbabwe A 242 (66.2) & 246-9 (84) |
|                            |        | Remis                                  |   |                                    |

| 19. November Scorecard | Kwekwe | Zimbabwe A 239-8 (50)              | – | West Indians 240-3 (39.1) |
|                        |        | West Indians gewinnt mit 7 Wickets |   |                           |

## Tests

### Erster Test in Harare
| 4. – 8. November Scorecard | Harare | Simbabwe 507-9d (152.3) & 200-7d (52) | – | West Indies 335 (114.2) & 207-9 (83) |
|                            |        | Remis                                 |   |                                      |

### Zweiter Test in Bulawayo
| 12. – 16. November Scorecard | Bulawayo | West Indies 481 (107) & 128 (52.4) | – | Simbabwe 377 (133.1) & 104 (49) |
|                              |          | West Indies gewinnt mit 128 Runs   |   |                                 |

## One-Day Internationals

### Erstes ODI in Bulawayo
| 22. November Scorecard | Bulawayo | West Indies 347-6 (50)                       | – | Simbabwe 173-3 (34.5/34.5) |
|                        |          | West Indies gewinnt mit 51 Runs (D/L method) |   |                            |

### Zweites ODI in Bulawayo
| 23. November Scorecard | Bulawayo | West Indies 125 (42.3)         | – | Simbabwe 128-4 (29.4) |
|                        |          | Simbabwe gewinnt mit 6 Wickets |   |                       |

### Drittes ODI in Harare
| 26. November Scorecard | Harare | Simbabwe 229-5 (50)          | – | West Indies 208 (47.2) |
|                        |        | Simbabwe gewinnt mit 21 Runs |   |                        |

### Viertes ODI in Harare
| 29. November Scorecard | Harare | West Indies 256-3 (45/45)                    | – | Simbabwe 150-7 (32/32) |
|                        |        | West Indies gewinnt mit 72 Runs (D/L method) |   |                        |

### Fünftes ODI in Harare
| 30. November Scorecard | Harare | Simbabwe 196 (47.5)               | – | West Indies 197-2 (25.4) |
|                        |        | West Indies gewinnt mit 8 Wickets |   |                          |

## Statistiken
Die folgenden Cricketstatistiken wurden bei dieser Tour erzielt.
| Tests           | Tests       | Tests   | Tests   | Tests   | Tests   | Tests   | Tests   | Tests   |
| Batting         | Batting     | Batting | Batting | Batting | Batting | Batting | Batting | Batting |
| Spieler         | Mannschaft  | Spiele  | Innings | Runs    | Average | HS      | 100s    | 50s     |
| --------------- | ----------- | ------- | ------- | ------- | ------- | ------- | ------- | ------- |
| Brian Lara      | West Indies | 2       | 4       | 222     | 55,50   | 191     | 1       | 0       |
| Wavell Hinds    | West Indies | 2       | 4       | 212     | 53,00   | 81      | 0       | 2       |
| Craig Wishart   | Simbabwe    | 2       | 4       | 190     | 47,50   | 96      | 0       | 1       |
| Heath Streak    | Simbabwe    | 2       | 4       | 170     | 170,00  | 127*    | 1       | 0       |
| Mark Vermeulen  | Simbabwe    | 2       | 4       | 152     | 38,00   | 118     | 1       | 0       |
| Bowling         |             |         |         |         |         |         |         |         |
| Spieler         | Mannschaft  | Spiele  | Overs   | Wickets | Average | BBI     | 5W      | 10W     |
| Ray Price       | Simbabwe    | 2       | 139.2   | 19      | 20,84   | 6/73    | 2       | 1       |
| Andy Blignaut   | Simbabwe    | 2       | 62.4    | 9       | 25,88   | 4/86    | 0       | 0       |
| Corey Collymore | West Indies | 2       | 83      | 9       | 32,11   | 4/70    | 0       | 0       |
| Heath Streak    | Simbabwe    | 2       | 82      | 8       | 28,50   | 3/39    | 0       | 0       |
| Fidel Edwards   | West Indies | 2       | 65.3    | 8       | 29,12   | 5/133   | 1       | 0       |

| ODIs           | ODIs        | ODIs    | ODIs    | ODIs    | ODIs    | ODIs    | ODIs    | ODIs    |
| Batting        | Batting     | Batting | Batting | Batting | Batting | Batting | Batting | Batting |
| Spieler        | Mannschaft  | Spiele  | Innings | Runs    | Average | HS      | 100s    | 50s     |
| -------------- | ----------- | ------- | ------- | ------- | ------- | ------- | ------- | ------- |
| Chris Gayle    | West Indies | 5       | 5       | 385     | 128,33  | 153*    | 2       | 2       |
| Brian Lara     | West Indies | 5       | 5       | 204     | 40,80   | 113     | 1       | 0       |
| Wavell Hinds   | West Indies | 5       | 5       | 198     | 49,50   | 127*    | 1       | 0       |
| Mark Vermeulen | Simbabwe    | 5       | 5       | 174     | 43,50   | 66*     | 0       | 2       |
| Heath Streak   | Simbabwe    | 5       | 4       | 142     | 71,00   | 65*     | 0       | 1       |
| Bowling        |             |         |         |         |         |         |         |         |
| Spieler        | Mannschaft  | Spiele  | Overs   | Wickets | Average | BBI     | 5W      | 10W     |
| Fidel Edwards  | West Indies | 2       | 15.5    | 8       | 10,25   | 6/22    | 1       | 0       |
| Andy Blignaut  | Simbabwe    | 5       | 39      | 8       | 27,25   | 4/43    | 0       | 0       |
| Chris Gayle    | West Indies | 5       | 32      | 7       | 12,57   | 4/24    | 0       | 0       |
| Heath Streak   | Simbabwe    | 5       | 39.3    | 6       | 31,00   | 3/45    | 0       | 0       |
| Sean Ervine    | Simbabwe    | 5       | 36      | 6       | 35,66   | 2/42    | 0       | 0       |

## Player of the Series
Als Player of the Series wurden die folgenden Spieler ausgezeichnet.
| Serie | Player of the Series |
| ----- | -------------------- |
| ODI   | Chris Gayle          |

### Player of the Match
Als Player of the Match wurden die folgenden Spieler ausgezeichnet.
| Spiel   | Player of the Match |
| ------- | ------------------- |
| 1. Test | Heath Streak        |
| 2. Test | Brian Lara          |
| 1. ODI  | Chris Gayle         |
| 2. ODI  | Mark Vermeulen      |
| 3. ODI  | Heath Streak        |
| 4. ODI  | Fidel Edwards       |
| 5. ODI  | Chris Gayle         |